# Ubaghara jezik
Ubaghara jezik (ISO 639-3: byc), jedini predstavnik istoimene podskupine nigersko-kongoanskih jezika iz nigerijske države Cross River. Govori ga oko 30 000 ljudi (1985 UBS) u LGA Akampka, od čega čak 24 000 dijalektom biakpan; ostali dijalekti su ikun, etono, ugbem i utuma (utama, utamu).
Podskupina ubaghara zajedno s jezicima podskupine kohumono, čini širu skupinu ubaghara-kohumono.

## Vanjske poveznice
- Ethnologue (14th)
- Ethnologue (15th)